# Papa emeritus
Papa emeritus ili papa u miru je titula koju je uzeo papa Benedikt XVI. nakon što odrekao službe Petrova nasljednika.

## Odjeća
Odjeća pape emeritusa ista je kao i kod pape u službi osim što nema ovratnik i pojas oko struka. Papa emeritus ne nosi ribarski prsten jer po kanonskom pravu nakon što papa umre ili se odrekne službe, on se uništi. Tradicionalne crvene cipele, papa emeritus ih ne smije nositi, jer te cipele samo papa nosi, ali ni sadašnji papa ih ne upotrebljava.

## Pitanje titule pape emeritusa
Naslov pape emeritusa bio je rasprava između teologa i profesora kanonskog prava. Profesor kanonskog prava na Lateranu Manuel Jesus Arroba rekao je: "Papa je jedan, papa emeritus ne postoji"
Početkom ožujka 2013. godine, isusovac Gianfranco Ghirlanda, bivši rektor sveučilišta Gregorijana i profesor kanonskog prava na istom fakultetu, u dugom članku se pojavila na stranicama La Civilta Cattolica, izrazio isti sadržaj, te je zaključio da je " onaj koji papinska služba ne prestaje zbog smrti, očito, dok preostali biskup više nije Papa, jer gubi autoritet, jer nije došao iz biskupskog posvećenja, nego izravno od Krista kroz prihvaćanje legitimnog izbora".